# 関数空間
関数空間（かんすうくうかん、function space、函数空間）とは、特定の空間上で、ある性質を持つ関数の全体を幾何学的な考察の対象として捉えたものである。

## 概要
関数空間はもとの空間の様々な性質を自然な形で内包しており、素性のよい空間であれば、その関数空間からもとの空間を「復元」することができる。通常、考察の対象となる関数は実数値関数や複素数値関数のように終域を共有するものである。関数の終域として、必要に応じて特定の体や環といった代数系をとることになるが、それにより関数空間にはベクトル空間や環上の加群の構造があらかじめ与えられていると考えることができる。もとの空間が代数的なものでなくても、関数空間へ移れば代数的な操作を利用した考察が可能となるということが、関数空間を考える動機のひとつである。つまり、関数空間の代数的な性質をもとの空間に還元してやることで、それまでには知られていなかった性質が発見されたり、逆にもとの空間の幾何学的な構造を関数空間に移して考えることで、ある種の代数系の性質が決定されることを知ったりするのである。

また、関数空間には様々の位相が定義されて、位相空間を成す。どのような位相が扱われるのかは議論の文脈により変わるが、たとえば X から Y への配置空間を X を添字とする Y の（X の濃度の分だけの）コピーの直積位相空間と見なして自然に導入される各点収束位相であるとか、またたとえば一様収束位相はルベーグ空間の L∞-ノルムによる距離位相を例としてしばしば目にすることができるものであるし、また局所コンパクト空間上の関数空間でのコンパクト開位相は、関数とその変数とを相対化して同等に扱い、（関数も一つの変数だと思って）同時に動かすときに連続性に関して自然な位相として現れてくる。
関数空間上の関数空間といった概念も様々な形で現れる。例えば分布の理論は、関数空間上の関数空間として超関数全体の成す空間を規定するものであるし、また例えば微分形式は、局所的には多様体の表面をその上の関数空間である接空間と同一視し、さらにその余接空間とよばれる関数空間上で定義される関数（の芽）である（大域的には微分形式は余接束の切断である）。

## 一般化または追加の構造
- 函数環（英語版）: 函数の成す線型空間に積を入れて線型環としたもの
- 環付き空間 / 概型: 空間とその上の函数空間を組として捉える見方を抽象化する概念

## 注